# Buchbergkapelle
Die Buchbergkapelle ist eine römisch-katholische Kapelle auf dem Buchberg, in der Stadt Schnaittenbach im Landkreis Amberg-Sulzbach in der Oberpfalz (Bayern).